# Henri Jung
Henri Jung, né le 12 mars 1833 à Paris (Seine) et mort le 3 octobre 1896 dans la même ville, est un général et homme politique français.

## Biographie
Sorti de l'école militaire de Saint-Cyr en 1851, il effectue une carrière militaire qui l'amène jusqu'au grade de colonel en 1883. Il est nommé chef de cabinet du général Boulanger, ministre de la Guerre en 1886. Il passe ensuite général de brigade et commandant militaire de Dunkerque. Il prend sa retraite en 1893 comme général de division. 
Il se présente aux élections législatives à Dunkerque contre un député boulangiste, avec une campagne violente, ponctuée par un duel. Il est député du Nord de 1893 à 1896, siégeant dans la majorité de gauche. 
Également écrivain, il est membre de la société des gens de lettres et président du cercle littéraire "la plume et l'épée". 
De 1895 à 1896, il fut le propriétaire et le directeur de la revue d'érudition l'Intermédiaire des chercheurs et curieux.
Il est inhumé au cimetière du Père-Lachaise (56e division).

### Distinction
- Officier de la Légion d'honneur par décret du 31 mai 1871[3].

## Sources
- « Henri Jung », dans Adolphe Robert et Gaston Cougny, Dictionnaire des parlementaires français, Edgar Bourloton, 1889-1891 [détail de l’édition]
- Jules Moiroux, Le cimetière du Père Lachaise, Paris, S. Mercadier, 1908 (lire en ligne)